# Шопорња
Шопорња (слч. Šoporňa) насељено је мјесто са административним статусом сеоске општине (слч. obec) у округу Галанта, у Трнавском крају, Словачка Република.

## Становништво
| Година:    | 1994. | 2004.   | 2014.   | 2024.   |
| ---------- | ----- | ------- | ------- | ------- |
| Број људи: | 4000  | 4149    | 4171    | 4032    |
| Разлика:   |       | +3,72 % | +0,53 % | -3,33 % |

| Година:    | 2023. | 2024.   |
| ---------- | ----- | ------- |
| Број људи: | 4079  | 4032    |
| Разлика:   |       | -1,15 % |

Према подацима о броју становника из 2011. године насеље је имало 4.139 становника.